# Абдураманова Сафіє Наримановна
Сафіє Нариманівна Абдураманова (нар. 23 грудня 1977, Учкурган, Наманганська область, Узбекистан) — кримськотатарська вишивальниця.

## Біографія
Народилася 23 грудня 1977 року у місті Учкурган, Наманганська область, Узбекистан.
У 2002-2007 роках Сафіє Абдураманова отримала історичну освіту, коли навчалась у Таврийському національному університеті імені В. І. Вернадського, на кафедрі історії стародавнього світу та середніх віків. Станом на 2018 рік Сафіє продовжує навчання в аспірантурі на кафедрі кримськотатарської літератури і журналістики Кримського індустріально-педагогічного універститету. Основним місцем роботи є Музей історії і культури кримських татар (Ханський палац) Бахчисарайського історико-культурного та археологічного музею-заповідника, де Абдураманова працює науковим співробітником. Спеціалізація Сафіє як науковця така: етнографія, культура, мистецтво кримських татар. Цій темі історик присвятила ряд наукових статей, окремих книжкових публікацій та виставок. 
З 2015 року наукова праця Абдураманової С. Н. знайшла своє продовження у опануванні ужиткового мистецтва, а саме у традиційній вишивки кримських татар. З листопада 2015 року по лютий 2016 року Сафіє навчається в центрі «Арслан» Бахчисарай у викладача кримськотатарського золотного шиття Зареми Мустафаєвої. На разі майстриня знається у кримськотатарському золотному шитті мик'лама, букме, пул. Абдураманова проводила реконструкцію старовинних зразків шиття (футляр для Корану к'уранк'ап, кисет кісе, головний убір фес). Майстриня постійно створює авторські жіночі прикраси-амулети з використанням декількох видів золотного шиття та оздоблює напівдорогоцінним камінням, бісером.

## Участь у виставках
- Звітна виставка по закінченню курсу навчання в центрі «Арслан» (2016 рік).
- Виставка «Декоративне мистецтво кримських татар. Крізь призму століть», яка була присвячена 100-й річниці Бахчисарайського історико-культурного заповідника та 140-ї річниці від дня народження Усеіна Боданінського, жовтень 2017 — березень 2018.